# Eschwege
Eschwege är en stad i det tyska förbundslandet Hessen. Den ligger vid floden Werra vid Hessens gräns mot Thüringen. Den har omkring 19 000 invånare.
De tidigare kommunerna Niederdünzebach och Oberdünzebach uppgick i Eschwege 31 december 1971 följt av Albungen, Eltmannshausen och Niddawitzhausen 1 april 1972 samt Oberhone 1 januari 1974.